# Симметрическое пространство
Симметрическое пространство — риманово многообразие, группа изометрий которого содержит центральные симметрии с центром в любой точке. 

## История
Начало изучению симметрических пространств было положено Эли Картаном. 
В частности им была получена классификация в 1926 году.

## Примеры
- Евклидово пространство,
- сферы,
- Различные проективные пространства с естественной метрикой.
- Пространство Лобачевского
- Компактные полупростые групп Ли с би-инвариантной римановой метрикой.
- Любая компактная поверхность рода 2 и выше (с  метрикой постоянной кривизны {\displaystyle -1}) является локально симметрическим пространством, но не симметрическим пространством.

## Определение
Пусть {\displaystyle M}— связное Риманово многообразие и {\displaystyle p} —точка в {\displaystyle M}. 
Отображение {\displaystyle s_{p}\colon M\to M} называется геодезической симметрией с центром в точке {\displaystyle p}, если 
{\displaystyle s_{p}\circ \exp _{p}=-\exp _{p}.}
Отображение {\displaystyle s_{p}\colon U\to U}, определённое на {\displaystyle \varepsilon }-окрестности {\displaystyle U} точки {\displaystyle p}, называется локальной геодезической симметрией с центром в точке {\displaystyle p}, если 
{\displaystyle s_{p}\circ \exp _{p}(v)=-\exp _{p}(v)}
при {\displaystyle |v|<\varepsilon }.
Риманово многообразие {\displaystyle M} называется  симметрическим, если центральная симметрия определена для каждой точки и при этом является изометрией {\displaystyle M}.
Если то же условие выполняется для локальной геодезической симметрии, то {\displaystyle M} называется локально симметрическим пространством.

## Связанные определения
- Односвязное симметрическое пространство считается неприводимым, если оно не изометрично произведению двух или более римановых симметрических пространств.
  - Неприводимое симметрическое пространство называется пространством компактного типа, если оно имеет неотрицательную (но не равную тождественно нулю) секционную кривизну.
  - Неприводимое симметрическое пространство называется пространством некомпактного типа, если оно имеет неположительную (но не равную тождественно нулю) секционную кривизну.
- Рангом симметрического пространства называется максимальная размерность подпространства касательного пространства в некоторой (а значит — в любой) точке, на котором кривизна равна тождественно нулю.

## Свойства
- Риманово многообразие является локально симметрическим тогда и только тогда, когда его тензор кривизны параллелен.

- Любое односвязное, полное локально симметрическое пространство является симметрическим.
  - В частности, универсальное накрытие локально симметрического пространства является симметрическим.

- Группа изометрий симметрического пространства действует на нём транзитивно. 
  - В частности, любое симметрическое пространство является однородным пространством {\displaystyle G/K}, где {\displaystyle G} — группа Ли и {\displaystyle K} — её подгруппа.

- Любое односвязное симметрическое пространство изометрично произведению неприводимых.

- Ранг симметрического пространства всегда не меньше 1.
  - Если ранг равен 1, то секционная кривизна положительна или отрицательна во всех секционных направлениях, и пространство является неприводимым.
  - Пространства евклидова типа имеют ранг, равный их размерности, и изометричны евклидову пространству этой размерности.

## Классификация
Любое симметрическое пространство является однородным {\displaystyle G/K}, ниже дана классификация через {\displaystyle G} и {\displaystyle K}, обозначения прострнаств те же, что у Картана.
| Обозначение | G                                  | K                                                                   | Размерность                  | Ранг     | Геометрическое описание |
| ----------- | ---------------------------------- | ------------------------------------------------------------------- | ---------------------------- | -------- | --- |
| AI          | {\displaystyle \mathrm {SU} (n)}   | {\displaystyle \mathrm {SO} (n)}                                    | {\displaystyle (n-1)(n+2)/2} | n − 1    | Пространство всех вещественных структур на {\displaystyle \mathbb {C} ^{n}} сохраняющих комплексный определитель                                                          |
| AII         | {\displaystyle \mathrm {SU} (2n)}  | {\displaystyle \mathrm {Sp} (n)}                                    | {\displaystyle (n-1)(2n+1)}  | n − 1    | Пространство кватернионных структур на {\displaystyle \mathbb {C} ^{2n}} с фиксированной Эрмитовой метрикой                                                               |
| AIII        | {\displaystyle \mathrm {SU} (p+q)} | {\displaystyle \mathrm {S} (\mathrm {U} (p)\times \mathrm {U} (q))} | {\displaystyle 2pq}          | min(p,q) | Грассманиан комплексных p-мерных подпрастранств в {\displaystyle \mathbb {C} ^{p+q}}                                                                                      |
| BDI         | {\displaystyle \mathrm {SO} (p+q)} | {\displaystyle \mathrm {SO} (p)\times \mathrm {SO} (q)}             | {\displaystyle pq}           | min(p,q) | Грассманиан ориентированных p-мерных {\displaystyle \mathbb {R} ^{p+q}}                                                                                                   |
| DIII        | {\displaystyle \mathrm {SO} (2n)}  | {\displaystyle \mathrm {U} (n)}                                     | {\displaystyle n(n-1)}       | [n/2]    | Пространство ортогональных комплексных структур на {\displaystyle \mathbb {R} ^{2n}}                                                                                      |
| CI          | {\displaystyle \mathrm {Sp} (n)}   | {\displaystyle \mathrm {U} (n)}                                     | {\displaystyle n(n+1)}       | n        | Пространство комплексных структур на {\displaystyle \mathbb {H} ^{n}} сохраняющих скалярное произведение                                                                  |
| CII         | {\displaystyle \mathrm {Sp} (p+q)} | {\displaystyle \mathrm {Sp} (p)\times \mathrm {Sp} (q)}             | {\displaystyle 4pq}          | min(p,q) | Грассманиан кватернионных p-мерных подпрастранств в {\displaystyle \mathbb {H} ^{p+q}}                                                                                    |
| EI          | {\displaystyle E_{6}}              | {\displaystyle \mathrm {Sp} (4)/\{\pm I\}}                          | 42                           | 6        | |
| EII         | {\displaystyle E_{6}}              | {\displaystyle \mathrm {SU} (6)\cdot \mathrm {SU} (2)}              | 40                           | 4        | Пространство симметрических подпространств в {\displaystyle (\mathbb {C} \otimes \mathbb {O} )P^{2}} исометричных {\displaystyle (\mathbb {C} \otimes \mathbb {H} )P^{2}} |
| EIII        | {\displaystyle E_{6}}              | {\displaystyle \mathrm {SO} (10)\cdot \mathrm {SO} (2)}             | 32                           | 2        | Комплексифицированная проективная плоскость Келли {\displaystyle (\mathbb {C} \otimes \mathbb {O} )P^{2}}                                                                 |
| EIV         | {\displaystyle E_{6}}              | {\displaystyle F_{4}}                                               | 26                           | 2        | Пространство симметрических подпространств в {\displaystyle (\mathbb {C} \otimes \mathbb {O} )P^{2}} изометричных {\displaystyle \mathbb {OP} ^{2}}                       |
| EV          | {\displaystyle E_{7}}              | {\displaystyle \mathrm {SU} (8)/\{\pm I\}}                          | 70                           | 7        | |
| EVI         | {\displaystyle E_{7}}              | {\displaystyle \mathrm {SO} (12)\cdot \mathrm {SU} (2)}             | 64                           | 4        | |
| EVII        | {\displaystyle E_{7}}              | {\displaystyle E_{6}\cdot \mathrm {SO} (2)}                         | 54                           | 3        | Пространство симметрических подпространств в {\displaystyle (\mathbb {H} \otimes \mathbb {O} )P^{2}} изоморфных {\displaystyle (\mathbb {C} \otimes \mathbb {O} )P^{2}}   |
| EVIII       | {\displaystyle E_{8}}              | {\displaystyle \mathrm {Spin} (16)/\{\pm vol\}}                     | 128                          | 8        | |
| EIX         | {\displaystyle E_{8}}              | {\displaystyle E_{7}\cdot \mathrm {SU} (2)}                         | 112                          | 4        | Пространство симметрических подпространств в {\displaystyle (\mathbb {O} \otimes \mathbb {O} )P^{2}} изоморфных {\displaystyle (\mathbb {H} \otimes \mathbb {O} )P^{2}}   |
| FI          | {\displaystyle F_{4}}              | {\displaystyle \mathrm {Sp} (3)\cdot \mathrm {SU} (2)}              | 28                           | 4        | Пространство симметрических подпространств в {\displaystyle \mathbb {O} P^{2}} изоморфных {\displaystyle \mathbb {H} P^{2}}                                               |
| FII         | {\displaystyle F_{4}}              | {\displaystyle \mathrm {Spin} (9)}                                  | 16                           | 1        | плоскость Кэли {\displaystyle \mathbb {O} P^{2}} |
| G           | {\displaystyle G_{2}}              | {\displaystyle \mathrm {SO} (4)}                                    | 8                            | 2        | Пространство подалгебр алгебры Кэли {\displaystyle \mathbb {O} } изоморфные алгебре Кватернионов {\displaystyle \mathbb {H} }                                             |

## Вариации и обобщения

### Определение через группы Ли
Более общее определение даётся на языке групп Ли. Обобщённое симметрическое пространство —это регулярное накрытие однородного пространства {\displaystyle G/K}, где {\displaystyle G} группа Ли и 
{\displaystyle K=\{g\in G:\sigma (g)=g\}}
для некоторой инволюции {\displaystyle \sigma \colon G\to G}.
- Любое симметрическое пространство является обобщенным симметрическим пространством. При этом инволюция {\displaystyle \sigma \colon G\to G} группы изометрий {\displaystyle G} пространства определяется как
{\displaystyle \sigma \colon h\mapsto s_{p}\circ h\circ s_{p}}
  - Обратное верно, если {\displaystyle K} компактна.

Эти обобщенные симметрические пространства включают псевдо-Римановы симметрические пространств, в которых риманова метрика заменяется псевдо-Римановой метрики. В частности
- Пространство Минковского
- пространство де Ситтера
- Пространство анти-де Ситтера

### Слабо симметрическое пространство
В 1950-х годах Атле Сельберг дал определение  слабо симметрического пространства. 
Они определяются как римановы многообразия с транзитивной группой изометрий такой, что  для каждой точки {\displaystyle p} в {\displaystyle M} и касательного вектора {\displaystyle v} в {\displaystyle p}, есть изометрия {\displaystyle i}, зависящая от {\displaystyle v} в {\displaystyle p}, такая, что
- {\displaystyle i} фиксирует {\displaystyle p};
- {\displaystyle di(v)=-v}.

Если {\displaystyle i} можно выбрать независимо от {\displaystyle v}, то пространство является симметрическим. 
Классификация слабо симметрических пространств дана Ахиезером и Винбергом и основана на классификации периодических автоморфизмов комплексных полупростых алгебр Ли.

### Сферическое пространство
Компактное однородное пространство {\displaystyle G/K} называется сферическим, если любое неприводимое представление группы {\displaystyle G} имеет не более одного {\displaystyle K-}инвариантного вектора.
Симметрические пространства являются сферическими.

### Эрмитово симметрическое пространство
Симметрическое пространство, которое дополнительно снабжено параллельной комплексной структурой, согласованной с римановой метрикой, называется эрмитовым симметрическим пространством.